# Patinatge de velocitat als Jocs Olímpics d'hivern de 2006 - 1.000 metres femenins
Als Jocs Olímpics d'Hivern de 2006 celebrats a la ciutat de Torí (Itàlia) es disputà una prova de patinatge de velocitat sobre gel sobre una distància de 1.000 metres en categoria femenina que formà part del programa oficial dels Jocs.
La prova es disputà el dia 19 de febrer de 2006 a les instal·lacions de l'Oval Lingotto de la ciutat de Torí. Hi participaren un total de 36 patinadores de velocitat de 12 comitès nacionals diferents.

## Resum de medalles
| Or              | Argent        | Bronze          |
| Marianne Timmer | Cindy Klassen | Anni Friesinger |

## Resultats
| Pos. | Nom                  | CON             | Temps       | Dif.  |
| ---- | -------------------- | --------------- | ----------- | ----- |
| 1    | Marianne Timmer      | Països Baixos   | 1:16.05     |       |
| 2    | Cindy Klassen        | Canadà          | 1:16.09     | +0.04 |
| 3    | Anni Friesinger      | Alemanya        | 1:16.11     | +0.06 |
| 4    | Ireen Wust           | Països Baixos   | 1:16.36     | +0.31 |
| 5    | Kristina Groves      | Canadà          | 1:16.54     | +0.49 |
| 6    | Barbara De Loor      | Països Baixos   | 1:16.73     | +0.68 |
| 7    | Svetlana Zhurova     | Rússia          | 1:17.13     | +1.08 |
| 8    | Katarzyna Wojcicka   | Polònia         | 1:17.28     | +1.23 |
| 9    | Yekaterina Abramova  | Rússia          | 1:17.33     | +1.28 |
| 10   | Jennifer Rodriguez   | Estats Units    | 1:17.47     | +1.42 |
| 11   | Varvara Barysheva    | Rússia          | 1:17.52     | +1.47 |
| 11   | Yekaterina Lobysheva | Rússia          | 1:17.52     | +1.47 |
| 13   | Chiara Simionato     | Itàlia          | 1:17.53     | +1.48 |
| 14   | Christine Nesbitt    | Canadà          | 1:17.54     | +1.49 |
| 15   | Sayuri Yoshii        | Japó            | 1:17.58     | +1.53 |
| 16   | Tomomi Okazaki       | Japó            | 1:17.63     | +1.58 |
| 17   | Maki Tabata          | Japó            | 1:17.64     | +1.59 |
| 17   | Aki Tonoike          | Japó            | 1:17.64     | +1.59 |
| 19   | Lee Sang Hwa         | Corea del Sud   | 1:17.78     | +1.73 |
| 20   | Wang Manli           | R.P. de la Xina | 1:17.90     | +1.85 |
| 21   | Sabine Völker        | Alemanya        | 1:17.97     | +1.97 |
| 22   | Judith Hesse         | Alemanya        | 1:17.98     | +1.98 |
| 23   | Annette Gerritsen    | Països Baixos   | 1:18.33     | +2.28 |
| 24   | Shannon Rempel       | Canadà          | 1:18.35     | +2.30 |
| 25   | Amy Sannes           | Estats Units    | 1:18.50     | +2.45 |
| 26   | Lee Ju-Youn          | Corea del Sud   | 1:18.66     | +2.61 |
| 27   | Chris Witty          | Estats Units    | 1:18.70     | +2.65 |
| 28   | Kim You Lim          | Corea del Sud   | 1:18.77     | +2.72 |
| 29   | Wang Beixing         | R.P. de la Xina | 1:19.03     | +2.98 |
| 30   | Pamela Zoellner      | Alemanya        | 1:19.30     | +3.25 |
| 31   | Zhang Shuang         | R.P. de la Xina | 1:19.91     | +3.86 |
| 32   | Elli Ochowicz        | Estats Units    | 1:19.94     | +3.89 |
| 33   | Svetlana Radkevich   | Belarús         | 1:20.11     | +4.06 |
| 34   | Lee Bo Ra            | Corea del Sud   | 1:21.19     | +5.14 |
| 35   | Daniela Oltean       | Romania         | 1:21.70     | +5.65 |
| 36   | Ren Hui              | R.P. de la Xina | no fialitzà |       |